# باتريك موني
باتريك موني (بالإنجليزية: Patrick Mooney)‏ هو سياسي أسترالي، ولد في 7 يناير 1880 في أستراليا، وتوفي في 23 ديسمبر 1942 في أستراليا. حزبياً، نشط في Lang Labor ‏. وقد انتخب عضو مجلس الشيوخ الأسترالي ‏ عن دائرة نيوساوث ويلز ‏ (23 ديسمبر 1931 – 30 يونيو 1932).